# Miss Perú 2015
El Miss Perú Universo 2015 fue la 63° edición del certamen de belleza, que se realizó el 2 de junio de 2015, y fue transmitido por América Televisión.
A diferencia de ediciones anteriores el Miss Perú 2015 se dividiría en 4 fechas de eliminación, entre el 2 de mayo y el 2 de junio del 2015. En un inicio 43 candidatas de distintas regiones del Perú se dieron cita para su inscripción. Luego del primer corte, en una conferencia de prensa, se anunciaría a las 20 semi-finalistas que desfilarían en segmentos del programa de América Televisión, Al Aire, conducido por la Miss Mundo 2004 peruana, María Julia Mantilla, luego de una pasarela en traje de baño se eligiría a las 10 finalistas, y luego del desfile en Traje de Gala a las 5 super-finalistas.
Luego de una breve ronda de preguntas quedarían 3 seleccionadas para la coronación en una ceremonia realizada en el Hotel Belmond Miraflores Park y en donde se darían cita los 21 miembros del jurado para por fin elegir a la señorita que representaría al Perú, en el Miss Universo 2015, las finalistas harían lo propio en otros certámenes internacionales. Dicha instancia no fue televisada por decisión de la misma Jessica Newton quien había confirmado previamente dicha medida al diario «Perú 21».

## Resultados
| Titulo                                     | Candidata | Resultados internacionales |
| Miss Perú Universo 2015 Miss Perú Universo | - Lima - Laura Spoya | No clasificó |
| Miss Perú Supranacional 2015 1.ª finalista | - Jesús María - Lorena Larriviere | No clasificó |
| 2.ª finalista                              | - Australia Perú - Marsi Fernández-Maldonado | - Australia Perú - Marsi Fernández-Maldonado |
| Top 5                                      | - Ica - Luz Mieses Cartagena - Surco - Paola Rosenberg | - Ica - Luz Mieses Cartagena - Surco - Paola Rosenberg |
| Top 10                                     | - Pasco - Jessamin Chaparro - Ucayali - Kayla Abenzur - Piura - Leonela Alzamora - Junín - Ornella Pesceros - Callao - Claudia Manrique | - Pasco - Jessamin Chaparro - Ucayali - Kayla Abenzur - Piura - Leonela Alzamora - Junín - Ornella Pesceros - Callao - Claudia Manrique |
| Top 20                                     | - La Libertad - Estefani Goicochea - Oxapampa - Adriana del Campo - La Punta - Isamar Salazar - Chiclayo - Paula Andrea Fernández - Amazonas - Hanny Portocarrero - Región Lima - Yanina Allison - Cajamarca - Leticia Rivera - Arequipa - Lisdey Paredes - Chincha - Denisse Martínez - Lambayeque - Almendra Quiroz | - La Libertad - Estefani Goicochea - Oxapampa - Adriana del Campo - La Punta - Isamar Salazar - Chiclayo - Paula Andrea Fernández - Amazonas - Hanny Portocarrero - Región Lima - Yanina Allison - Cajamarca - Leticia Rivera - Arequipa - Lisdey Paredes - Chincha - Denisse Martínez - Lambayeque - Almendra Quiroz |

## Premios especiales
- Rostro Más Bello - Aussie Perú - Marsi Fernández-Maldonado
- Miss Silueta - Aussie Perú - Marsi Fernández-Maldonado
- Miss Amistad - Ucayali - Kayla Abenzur
- Miss Popularidad - Distrito Capital - Laura Spoya (elegida por los votos en el Foro Missólogo Perú)

## Candidatas
| - Amazonas - Hanny Portocarrero - Ancash - Almendra Pacheco - Apurímac - Diana Ibáñez - Arequipa - Lisdey Paredes - Australia Perú - Marsi Fernández-Maldonado - Ayacucho - Stefani Jurado Sotelo - Cajamarca - Leticia Rivera - Callao - Claudia Manrique - Caraz - Alessandra Morey - Chiclayo - Paula Andrea Fernández - Chincha - Denisse Martínez - Chota - Maricielo Mendoza - Cuzco - María del Carmen García - Distrito Capital - Laura Spoya - Huancavelica - Mariel Zúñiga - Huánuco - Geraldine Aguirre - Huaral - Brenda Pavía - Ica - Luz Mieses Cartagena - Independencia - Melany Arévalo - Ilabaya - Zully Salazar - Ite - Allison Arnao - Jesús María - Lorena Larriviere | - Junín - Ornella Pesceros - La Libertad - Estefani Goicochea - La Punta - Isamar Salazar - Lambayeque - Almendra Quiroz - Loreto - Olenka Arimuya - Madre de Dios - Briggitte Gallardo - Moquegua - María José Cruz - Nazca - Diana Aranguren - Oxapampa - Adriana del Campo - Pasco - Jessamin Chaparro - Pisco - Alysson Andía - Piura - Leonela Alzamora - Punta Hermosa - Mariana Zumaran - Región Lima - Yanina Allison - San Martín - Sally Vásquez - Surco - Paola Rosenberg - Tacna - Samanda Caichihua - Tumán - Joselyn Camacho Agip - Tumbes - Mayté Fernández - Ucayali - Kayla Abenzur - Urubamba - Grecia Chávez - Unsles - Paula Manzanal |

.

## Jueces
- Wendy Monteverde - Miss Perú Mundo 1999

- Claudia Jiménez - Diseñadora de Modas

- Karím Chamán - Decoradora de Interiores & Propietaria de Chamán - Arquitectura, Diseño y Boutique

- Dr. Ricardo Cruzálegui - Cirujano plástico

- Luis Miguel Ciccia - Gerente General de Transportes CIVA

- Carmen María Correa - Fundadora de Kon-Dor Carteras y Accesorios

- Ludwing Lobatón - Coreógrafo Profesional y Entrenador Oficial de la Organización Miss Perú

- Dra. Paola Ochoa - Directora de Estética Dental de la Clínica Infinity

- Wendy Wunder - Diseñadora de Modas

- Mariana Larrabure - Miss Perú Mundo 1998

- Viviana Rivas Plata - Miss Perú 2001

- Mónica Ferreira - Profesora Profesional de Pasarela

- Mónica Chacón - Miss Perú Mundo 1996

- Ana María Guiulfo - Diseñadora de Modas

- Marina Mora - Miss Perú Mundo 2002

- Carlos Andrés Luna - Jefe de Relaciones Públicas y Socio del Lima Fashion Week

- Renzo Costa - Diseñador del Cuero

- Fernando Gomberoff - Gerente de Beauty Form

- Norka Peralta del Águila - Diseñadora de Modas Oficial de la Organización Miss Perú

- Jack Abugattas - Diseñador de Modas

- Adriana Zubiate - Miss Perú 2002

.